# شهر تاریخی احمدآباد
شهر تاریخی احمدآباد در هند، توسط احمد شاه یکم از پادشاه گجرات در ۱۴۱۱ تأسیس شد. این شهر همچنان پایتخت پادشاهی گجرات و بعدها مرکز مهم سیاسی و تجاری گجرات بود. امروزه، با وجود اینکه بسیار شلوغ و ویران شده‌است، اما همچنان به عنوان قلب نمادین کلان شهر احمدآباد خدمت می‌کند. در ژوئیه سال ۲۰۱۷ توسط یونسکو به عنوان میراث جهانی یونسکو شد.

## تاریخ
اولین شهرکها در جنوب شهر قدیمی فعلی و در کنار رودخانه سبرماتی واقع شده‌اند و به اشاپالی یا اشاوال معروف بودند. آشا بهیل پادشاه اشاوال بود. 

### کتابشناسی - فهرست کتب
- Gazetteer of the Bombay Presidency: Ahmedabad. Google Books 2015. 7 January 2015. pp. 248–262. Retrieved 1 February 2015.  This article incorporates text from this source, which is in the public domain.